# Formații rock 7
Formații rock 7 reprezintă al șaptelea disc al seriei Formații rock și a fost editat de casa de discuri Electrecord din România. Pe acest disc apar patru formații: Barock, Hardton, Krypton (din București) și Prefix 990 (din Bistrița). Din păcate, nu sunt menționate nici componențele, dar nici autorii pieselor.

## Lista pistelor
1. Barock – Cântec de pace (Viorel Pascu / Viorel Pascu)
2. Barock – Castelanii (Mihai Stanciu / Viorel Pascu, Viorel Marinache)
3. Barock – Furtuna (Viorel Pascu / Viorel Pascu, Viorel Marinache)
4. Hardton – Destin (Adrian Cărăbășel / Adrian Cărăbășel)
5. Hardton – Drumul vieții (Adrian Cărăbășel / Adrian Cărăbășel)
6. Krypton – Timidul (Eugen Mihăescu / Eugen Mihăescu)
7. Krypton – Cămașa păcii (Eugen Mihăescu / Eugen Mihăescu)
8. Krypton – Avertisment (Eugen Mihăescu / Eugen Mihăescu)
9. Krypton – Fata morgana (Eugen Mihăescu / Eugen Mihăescu)
10. Prefix 990 – Pământ cu flori (Prefix 990 / Prefix 990)
11. Prefix 990 – Frunze-ngălbenite (Prefix 990 / Prefix 990)

## Componența formațiilor
Barock (București):
- Viorel Pascu – chitară bas, vocal
- Viorel Marinache – chitară, vocal
- Mihai Stanciu – chitară, voce
- Costel Paraschiv – baterie, voce

Hardton (București):
- Geta Tudor – vocal
- Adrian Cărăbășel – chitară
- Geni Ghenciulescu – chitară bas
- Doru Gavrilă – baterie

Krypton (București):
- Eugen Mihăescu – chitară solo, voce
- Gabriel Golescu – chitară, voce
- George Lungu – chitară bas
- Mihai Rotaru – baterie

Prefix 990 (Bistrița):
- Gabriel Cociș – vocal
- Viorel (Vivi) Repciuc – chitară
- Didel Pascaru – chitară
- Viorel Simionică – claviaturi
- Olimpiu Ureche – chitară bas
- Ioan Spătaru – baterie